# Fruškogorský maraton

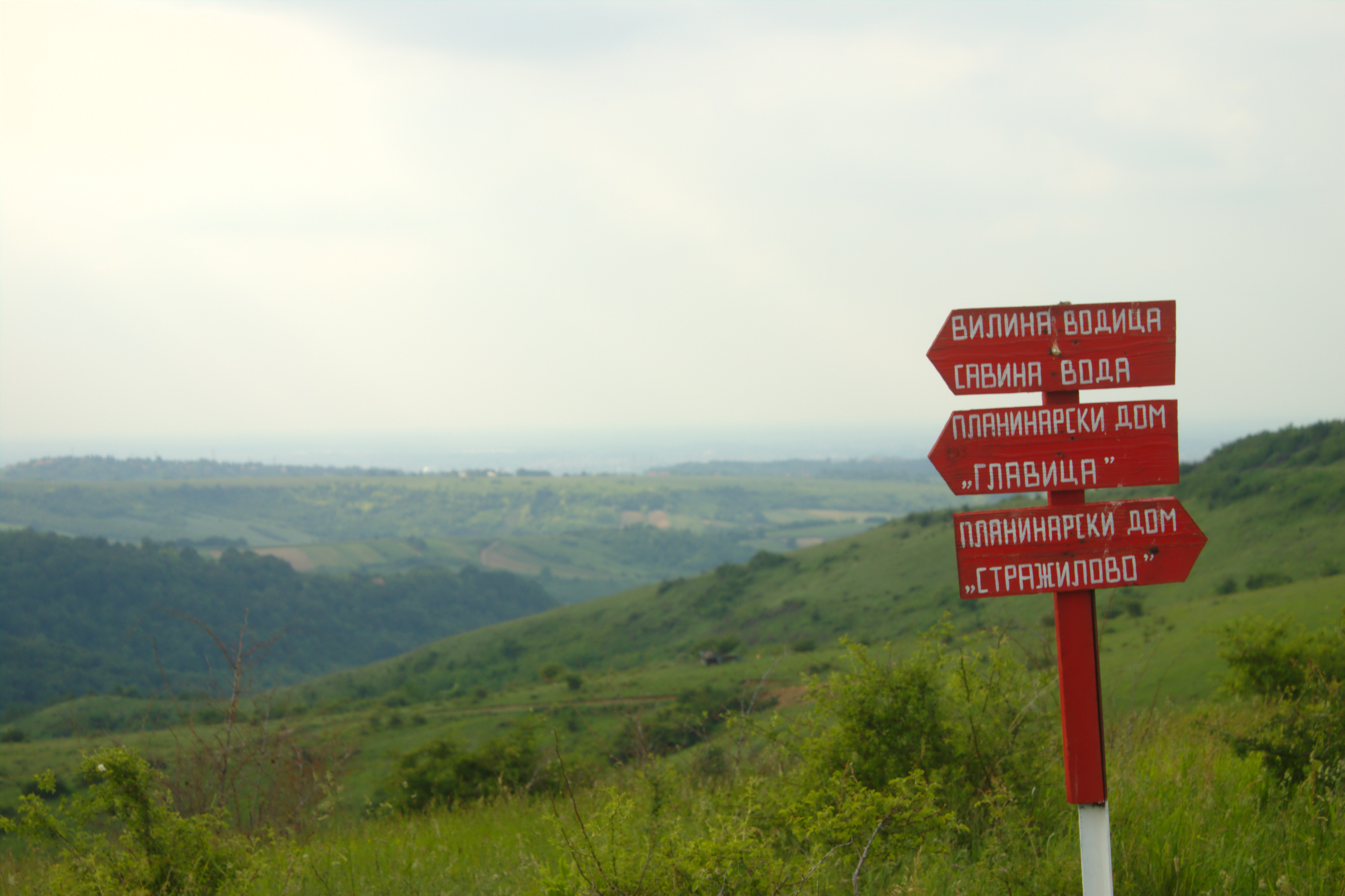
Turistické značení v pohoří Fruška Gora; značenými cestami vedou trasy maratonu.

Fruškogorský maraton (v srbštině Фрушкогорски маратон/Fruškogorski maraton) je sportovní událost, která se koná
jednou ročně (na začátku května) v srbském pohoří Fruška Gora. Maraton je turistickou událostí, které se účastní tisíce až desetitisíce lidí z Nového Sadu, Srbska, i zemí bývalé Jugoslávie.
Maraton se uskutečnil poprvé v roce 1978 a účastnilo se ho 407 lidí. Od té doby popularita akce stále roste; v roce 2013 se ho účastnilo 18 727 lidí. Veden je v zalesněném terénu pohoří od Stražilova až po státní hranici s Chorvatskem. Začáteční i cílovou destinací maratonu je vesnice Popovica, která se nachází 10 km jižně od Nového Sadu, v podhůří Frušky Gory.
Akce se koná dva dny (sobotu a neděli). V rámci pochodu existuje různý počet tras, které se liší svojí délkou. V roce 2015 měla trasa ultraextrémního maratonu délku 125,213 km a převýšení přes pět set metrů. Zatímco kratší trasy, které mají délku 20-30 km jsou jednodenní, delší trasy zabírají celý víkend. Trasy jsou vedeny zalesněnou částí pohoří po jeho obvodu; procházejí několik fruškogorských vesnic a obcházejí i místní pravoslavné kláštery. Účastníci pochodů dostanou vždy na začátku akce knížku, do které zaznamenávají razítka z kontrolních bodů tak, aby na konci bylo doloženo, že zmíněnou trasu ušli. Počítá se také čas, za jaký zvolenou trasu překonají.
Kvůli maratonu vypravuje novosadský dopravní podnik mimořádné autobusy pro převoz účastníků pochodu z Bulváru osvobození do vesnice Popovica.